# Шумісола
Шумісо́ла (рос. Шумисола, марій. Шумли) — присілок у складі Совєтського району Марій Ел, Росія. Входить до складу Ронгинського сільського поселення.

## Населення
Населення — 26 осіб (2010; 28 у 2002).
Національний склад (станом на 2002 рік):
- марі — 96 %